# Lake Manzala
Lake Manzala eller Lake Menzaleh er en saltvandslagune i det nordøstlige Egypten, nær Port Said, delvist adskilt fra Middelhavet af en smal halvø. Suez-kanalen skærer igennem den østlige del af søen.

31°16′N 32°12′Ø / 31.267°N 32.200°Ø
|  | Infoboks uden skabelon Denne artikel har en infoboks dannet af en tabel eller tilsvarende. |